# Neseis ochriasis
Neseis ochriasis är en insektsart som först beskrevs av George Willis Kirkaldy 1902.  Neseis ochriasis ingår i släktet Neseis och familjen fröskinnbaggar.

## Underarter
Arten delas in i följande underarter:
- N. o. maculiceps
- N. o. baldwini
- N. o. ochriasis